# Kea
Kea sau papagalul de munte (Nestor notabilis) este o specie de papagal din genul Nestor. Este o specie pe cale de dispariție care este endemică în regiunile alpine din Insula de Sud a Noii Zeelande. Este singurul papagal alpin, trăind în zona alpină și pădurile din muntele Cook, trecătoarea Pass, lacul Nelson, exclusiv zone din Noua Zeelandă. Își face cuiburi în crevasele de piatră. 
Lungimea este de aproximativ 45 cm. Penajul este gri oliv. Partea interioară a aripilor are dungi galbene pe un fond viu colorat în roșu, în timp ce picioarele sunt gri iar coada albastru cu verde. În jurul ochilor are un cerc galben. Cea mai evidentă diferență între sexe este faptul că masculul are ciocul mai lung și mai curbat decât femela.
Se hrănește cu vegetale dar și cu insecte, viermi și ocazional carne de căprioară sau capră, pe care o găsește pe scheletele acestora. De asemenea se hrănește și cu carne de oaie.